# Kurlapalligadde, Chintamani
Kurlapalligadde là một làng thuộc tehsil Chintamani, huyện Chikkaballapur, bang Karnataka, Ấn Độ.